# TwinBee Yahho!
TwinBee Yahho! Fushigi no Kuni de Ōabare!! (ツインビーヤッホー! ふしぎの国で大あばれ!!?  TwinBee ¡Yuju! ¡¡Gran alboroto en un país misterioso!!) es un videojuego de tipo matamarcianos con scroll vertical publicado por Konami como arcade en 1995. Es el noveno título de la serie de videojuegos TwinBee y la cuarta y última entrega para máquinas recreativas (el octavo y la tercera, respectivamente, si no se considera TwinBee Taisen Puzzle-Dama). En el mismo año de su aparición en arcade, el juego fue publicado para Sony PlayStation y Sega Saturn en un recopilatorio de 2 juegos en 1 titulado Detana TwinBee Yahho! Deluxe Pack que también incluía su predecesor en arcade, Detana!! TwinBee. En 2007, también fue incluido en el recopilatorio para PSP titulado Twinbee Portable. Como la mayoría de los juegos de la serie, TwinBee Yahho! fue publicado exclusivamente en Japón. Sin embargo, ha sido recientemente vinculado a una marca registrada en Estados Unidos de 1995 llamada Magical TwinBee. No habrá otro videojuego de shoot 'em up hasta el lanzamiento de Line GoGo! TwinBee para iPhone OS y Android en 2013 en Japón.

## Jugabilidad
TwinBee Yahho! difiere de Detana!! TwinBee en que el jugador puede ajustar su estilo de juego antes de empezar el juego para adaptarlo a sus preferencias. El jugador comienza escogiendo entre tres grados de dificultad: Practice, Normal y Special. El recorrido Practice es el más fácil y sólo tiene tres fases, mientras que el Special es el más difícil y está recomendado para jugadores expertos. El jugador elige después entre cuatro diferentes "disparos de carga" (ため撃ち tame uchi?). Se puede seleccionar entre el disparo de carga de Detana! TwinBee, un "puñetazo de carga", una "escisión de carga" (que hará que la nave del jugador dispare duplicados de sí misma) y una "explosión de carga" que dispara en ocho direcciones al mismo tiempo. Tras eso, el jugador elegirá entre dos estilos de control: uno que dispara el cañón con un botón y arroja bombas con el segundo, u otro que dispara y arroja bombas al mismo tiempo con un solo botón (pudiéndose usar cualquiera de ellos).
Como en anteriores TwinBee, hay dos tipos de power-ups: los power-ups de campana obtenidos del cielo y los power-ups de tierra, que se consiguen destruyendo enemigos en tierra. En esta ocasión, las campanas pueden cambiarse a hasta seis colores (amarillo, azul, blanco, verde, rojo y rosa), cada uno con un atributo único. GwinBee regresa también como power-up, junto con los "ataques gemelos" que se pueden llevar a cabo con GwinBee u otro jugador.

## Argumento
Lejos de la isla Donburi (donde viven TwinBee y sus amigos) existe una isla fantástica conocida como el País de las maravillas. Su gobernante, la reina Melody, ha sido encarcelada por Archduke Nonsense, que busca usar el Arpa de la felicidad de la reina para conquistar el mundo. Flute, un hada que sirve a la reina, escapa durante el golpe de Estado y va a la isla Donburi para pedir la ayuda de TwinBee y WinBee. TwinBee Yahho! presenta durante el juego secuencias totalmente dobladas por el elenco del radio drama TwinBee Paradise, incluyendo los nombres de los pilotos de TwinBee y WinBee: Light y Pastel, respectivamente, que se usaron por primera vez en la serie en esta entrega.

### Personajes
| Nombre             | Función                                                                   | Actor de voz                     |
| ------------------ | ------------------------------------------------------------------------- | -------------------------------- |
| Light              | Piloto de TwinBee                                                         | Kappei Yamaguchi                 |
| Pastel             | Piloto de WinBee                                                          | Hekiru Shiina                    |
| Twinbee            | Nave del jugador 1                                                        | Mayumi Tanaka                    |
| Winbee             | Nave del jugador 2                                                        | Kumiko Nishihara                 |
| GwinBee            | Ayuda a TwinBee y WinBee.                                                 | Miki Itō (solo en Drama CD)      |
| Reina Melody       | Reina del País de las maravillas, epílogo de SS y PS                      | Yuri Amano                       |
| Flute              | Hada de la reina                                                          | Kumiko Nishihara                 |
| Ace                | Piloto de la nave enemiga Shooting Star. Jefe medio de las escenas 1 y 4. | Hideo Ishikawa                   |
| Moth               | Jefe de la escena 1                                                       | Nobuhiko Kazama                  |
| Coronel Carkey     | Jefe de la Escena 2                                                       | Yasunori Masutani                |
| Dr. Warumon        | Jefe de la escena 3 y 6                                                   | Yukimasa Kishino                 |
| Los hermanos Globo | Jefe de la escena 4                                                       | Yasuhiro Takato                  |
| General Wonder     | Jefe medio de la escena 5                                                 | Yasunori Masutani                |
| Archduke Nonsense  | Jefe de la Escena 5                                                       | Nobuhiko Kazama                  |
| Dr. Cinnamon       |                                                                           | Kazumi Tanaka (solo en Drama CD) |
| Mint               |                                                                           | Miki Itō (solo en Drama CD)      |

## Banda sonora
- Twinbee Yahho! ~Original Game Sound Track~, fue producido por Konami Kukeiha Club y lanzado para el CD de Música por King Records en 7 de junio de 1995 en Japón por Konami Music Entertainment, Inc.

- KUKEIHA CLUB pro-fusion ~TWINBEE YAHHO!~ fue producido por Konami Kukeiha Club, y lanzado para el CD de Música por King Records en 21 de julio de 1995 en Japón, que fueron arreglos por Motoaki Furukawa, Tappy y Mami Asano.

- MIDI POWER Pro 2: Salamander 2 & Twinbee Yahho!  fue producido por Konami Kukeiha Club, y lanzado para el CD de Música por King Records en 5 de julio de 1996 en Japón, el CD que contiene a TwinBee Yahoo, junto a Salamander 2, fueron arreglos en Midi por Eisaku "Bootsy" Nambu y Haruhiko "Boot" Kuroiwa

### Radionovela
- CD Drama Twinbee Yahho! ~Great Rampage in a Mysterious Country!!~ es un CD de Radionovela, que fue lanzado en 23 de agosto de 1995 en Japón, producido por Konami Kukeiha Club y publicado por King Records.

### Otras Sonoras
- Sky Swimming, Música de Escenario 2 de TwinBee Yahho!, fue arreglo por Kenichi Mitsuda, y se tomó como parte del CD Winbee's Neo Cinema Club 3 ~Tokimeki~, publicó en 5 de octubre de 1995 en Japón.

- Sky Swimming, de “Kukeiha Club pro-fusion ~Twinbee Yahho!~” se tomó como parte del CD Kukeiha Club & Konami Kukeiha Club Best Vol.2,  publicó en 4 de septiembre de 1998 en Japón.

- Konami Shooting Collection, un recopilatorio de música de diversos títulos de matamarcianos de Konami, entre ellos de TwinBee Yahho! en el CD número 4 junto con Detana!! TwinBee y Pop 'n TwinBee, publicó en 22 de septiembre de 2011.

## Curiosidades
- Ace apareció más tarde en Sexy Parodius, la quinta entrega de Parodius, junto a Twinbee y Winbee, entre otras naves.
- El Tema de la Escena 1 Twin Flight: Sky Swimming de TwinBee Yahoo, se agregó como The Legend of Konami en le juego REFLECT BEAT +.

## Versiones domésticas
- Sega Saturn (1995). Dentro del recopilatorio Detana TwinBee Yahho! Deluxe Pack.
- PlayStation (1995). Dentro del recopilatorio Detana TwinBee Yahho! Deluxe Pack. Reeditado en 1997 dentro de la línea 'The Best y en 2003 dentro de la línea PSone Books.
- PlayStation Portable (2007). En el recopilatorio TwinBee Portable.